# Mainfischer (Offenbach am Main)

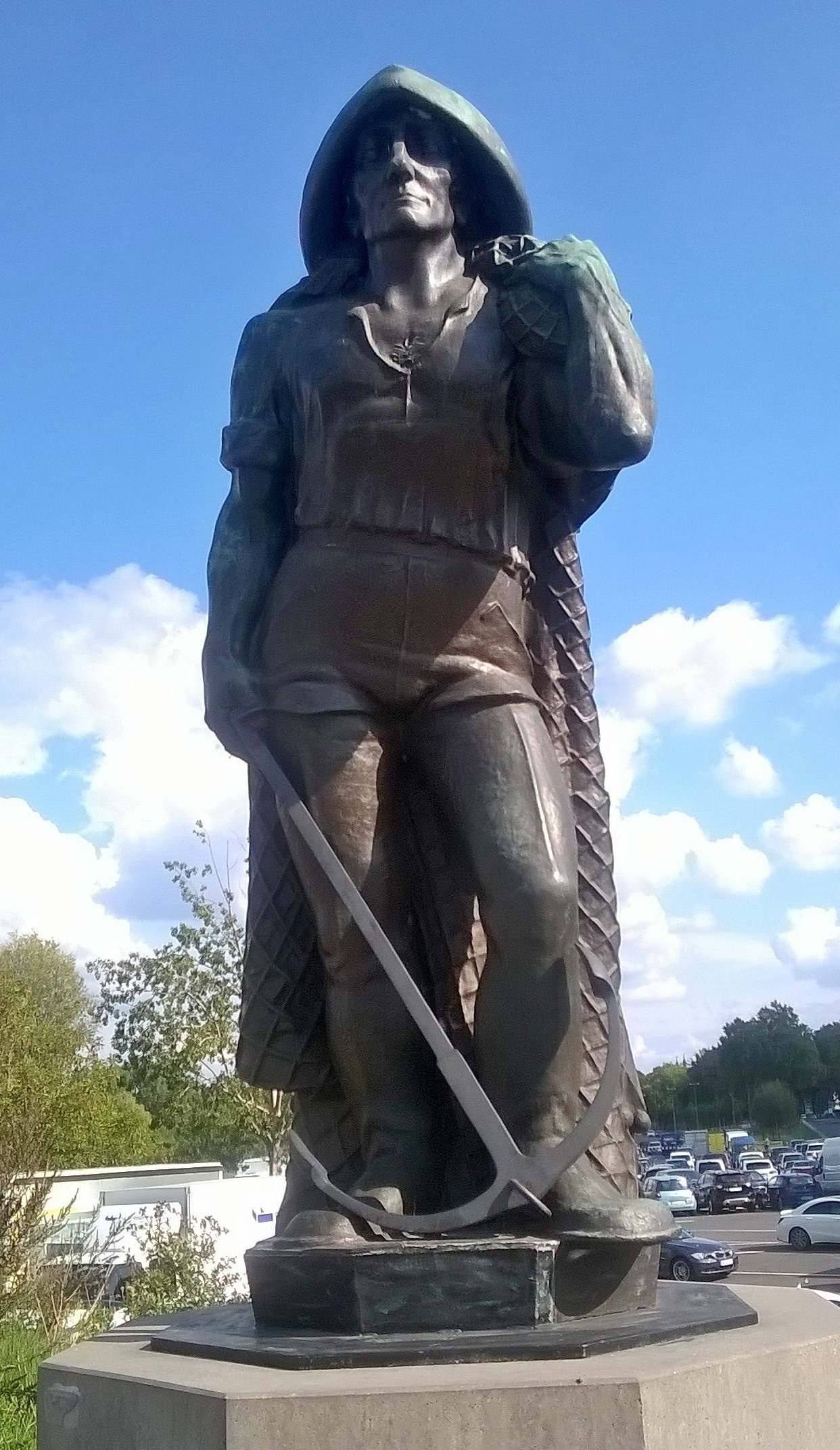
Der Mainfischer

Der  Mainfischer in Offenbach am Main ist ein Standbild und Offenbacher Wahrzeichen an der Carl-Ulrich-Brücke. Das Bronzestandbild des Offenbacher Bildhauers Ernst Unger (1889–1954) hieß ursprünglich „der Fischer“ und wurde am 16. Juli 1935 auf dem Vorgelände der damaligen Mainbrücke aufgestellt, später mehrfach versetzt und restauriert.

## Herstellung und Ausführung

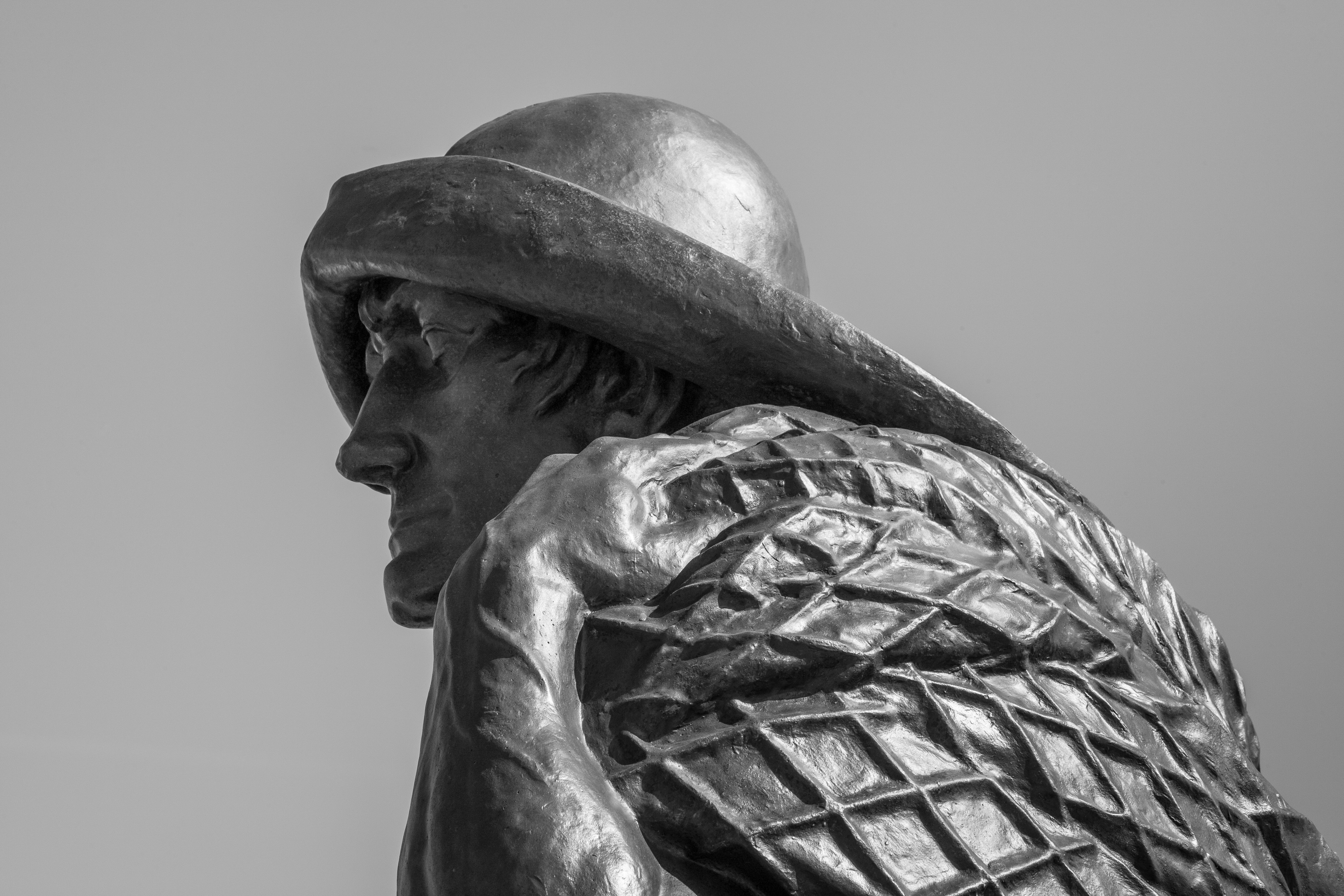
Mainfischer-Detail

Die Figur wurde nach einem Modell von Ernst Unger in der Frankfurter Kunstgießerei Komo zunächst in zwei Teilen gegossen und dann zusammengefügt. Die Figur ist hohl und hat eine etwa 7 cm dicke Wandung. Das Standbild ist 2,60 Meter hoch und wog ursprünglich rund 900 Kilogramm.
Das Standbild aus Bronze zeigt einen Fischer in Ölzeug, Stiefel, Südwester mit Fischernetz und einem Anker vor den Füßen. Das Standbild zeigt also einen Hochseefischer ohne Bezug zur traditionellen Mainfischerei. Trotzdem tauften die Einwohner Offenbachs das ursprünglich nur „Der Fischer“ genannte Standbild erst in „Der junge Fischer“, dann in „Mainfischer“ um. Seitdem ist das Standbild ein traditionelles Symbol Offenbachs, besonders in der lokalen Presse.

## Aufstellung und Restaurierungen
Das Fischer-Standbild wurde mit einem Pferdefuhrwerk von Frankfurt zu seinem Aufstellungsort auf der Offenbacher Seite der alten Mainbrücke gebracht und am 16. Juli 1935 auf einen Sockel montiert und aufgestellt. Als die alte Offenbach-Fechenheimer Mainbrücke im Frühjahr 1945 durch Wehrmachtspioniere gesprengt wurde, kam auch das Standbild zu Schaden und kippte um. In der Nachkriegszeit wurde die Figur wieder aufgestellt, seitdem war der Anker nicht mehr vorhanden. Im Zuge der Bauarbeiten zur Nordumgehung der S-Bahn im Jahr 1989 wurde der Mainfischer versetzt. Im Zuge von Straßenbauarbeiten zur neuen Carl-Ulrich-Brücke im Jahre 2009 wurde die Statue zu Restaurierungszwecken abgebaut. Im Dezember 2011 wurde die bei der Firma John Lohrmann Stahlhandwerk in Offenbach-Bieber restaurierte und wieder mit dem bis dahin fehlenden Anker versehene Statue an einem neuen Platz an der neu gestalteten Kreuzung vor der Brücke aufgestellt.

## Sonstiges
Die tägliche Kolumne der Offenbach-Post trägt den Titel Mainfischer und ist mit einer Zeichnung des Standbilds überschrieben.